# 北沙城乡
北沙城乡，是中华人民共和国河北省张家口万全区下辖的一个乡镇级行政单位。

## 行政区划
北沙城乡下辖以下地区：
北沙城村、德胜堡村、周家河村、岸庄屯村、老龙湾村、黄兰庄村、西房子村、红浅沟村、北辛庄村、孙家窑村和羊窖沟村。